# لاندازوری
لاندازوری (انگلیسی: Landázuri) نام شهری در کشور کلمبیا است.